# Liste Pim Fortuyn
La Liste Pim Fortuyn (abregé LPF, en néerlandais Lijst Pim Fortuyn, nom officiel Politieke Vereniging "Lijst Pim Fortuyn") est un ancien parti politique néerlandais de droite populiste créé par Pim Fortuyn en 2002, peu avant son assassinat et dissous en 2008.

## Histoire

### Création
Pim Fortuyn est prévu pour être la tête de liste de Leefbaar Nederland (« Pays-Bas vivables ») aux élections législatives de 2002 mais doit la quitter à la suite de déclarations controversées au sujet de l'immigration et de l'islam.  Il crée ainsi la LPF le 14 février de cette année mais est assassiné par Volkert van der Graaf (nl) le 6 mai peu avant l'élection.

### Succès puis déclin
Le meurtre de Pim Fortuyn provoque un choc important aux Pays-Bas mais l'élection n'est pas repoussée.  La LPF avec 17 % des suffrages exprimés et 26 sièges à la seconde Chambre devient la deuxième force politique du Pays.  Ce succès est attribué à l'effet « condoléances », encore que la liste était créditée de ce score selon les dernières estimations des sondages.  De fait, la popularité de la formation politique s'amenuise : aux élections législatives de 2003, le parti réalise 5,7 % des suffrages et obtient 8 sièges à la Tweede Kamer ; à celles de 2006 la formation sous le nom de Lijst Vijf Fortuyn ne rassemble que 0,2 % des électeurs et n'est plus représentée au parlement.

### Liquidation
À la suite de l'insuccès électoral, les membres de la LPF ont voté au mois d'août 2007 la liquidation de la LPF pour la fin de l'année 2007.
Le parti de la liberté de Geert Wilders a depuis repris de nombreuses thèses de la Liste Pim Fortuyn et est à son tour devenu la deuxième force politique du pays aux élections européennes de 2009, avec 16,9 % et 4 sièges obtenus (sur 25).

## Dirigeants

### Leaders
- Pim Fortuyn (2002)
- Mat Herben (2002)
- Harry Wijnschenk (2002)
- Mat Herben (2002–2004)
- Gerard van As (2004-2006)
- Mat Herben (2006)
- Olaf Stuger (2006)

### Présidents
- Pim Fortuyn (2002)
- Peter Langendam (2002)
- Ed Maas (2002–2003)
- Sergej Moleveld (2004-2006)
- Bert Snel (2006-2008)

## Résultats électoraux

### Législatives
| Année | %    | Sièges   | Rang | Gouvernement         |
| ----- | ---- | -------- | ---- | -------------------- |
| 2002  | 17,0 | 26 / 150 | 2e   | Cabinet Balkenende I |
| 2003  | 5,6  | 8 / 150  | 5e   | Opposition           |
| 2006  | 0,2  | 0 / 150  | 12e  | Extraparlementaire   |

### Européennes
| Année | Voix | Sièges | Rang | Groupe |
| ----- | ---- | ------ | ---- | ------ |
| 2004  | 2,6  | 0 / 27 | 10e  |        |